# Tibouchina hospita
Tibouchina hospita là một loài thực vật có hoa trong họ Mua. Loài này được Cogn. miêu tả khoa học đầu tiên.